# Eliezer Soares
Pour les articles homonymes, voir Soares.
Eliezer Soares, né le 8 avril 1995, est un coureur cycliste cap-verdien.

## Biographie
Policier de profession,, Eliezer Soares est aussi l'un des meilleurs cyclistes de son pays. En 2023, il devient champion national du contre-la-montre. Il se classe également quinzième du Tour d'Angola. La même année, il fait partie des six cap-verdiens qui sont sélectionnés pour disputer les championnats du monde sur route. Cette participation à un tel événement est une première dans l'histoire sportive du Cap-Vert.
Lors de la saison 2024, il conserve son titre de champion national dans l'épreuve chronométrée. Il termine par ailleurs dix-huitième et meilleur cap-verdien de l'édition 2025 du Tour du Sahel, sur le circuit de l'UCI Africa Tour.

## Palmarès et résultats

### Par année
- 2022
  - Sprint Praia
- 2023
  -  Champion du Cap-Vert du contre-la-montre
  - Giro Praia
  - Sprint Praia
  - 2e du championnat du Cap-Vert sur route
- 2024
  -  Champion du Cap-Vert du contre-la-montre
  - Tour Santiago
  - 2e du Giro Praia
- 2025
  - 2e du Giro Praia

### Classements mondiaux
| Année           | 2024 |
| --------------- | ---- |
| UCI Africa Tour | 28e  |